# Estrela Vendas Novas
Der Estrela Futebol Clube de Vendas Novas ist ein portugiesischer Fußballverein aus Vendas Novas.

## Beschreibung
Estrela Vendas Novas wurde am 10. August 1920 gegründet, lange Zeit spielte die Mannschaft nur auf regionaler Ebene. In den 1970er Jahren erreichte sie mit der seinerzeit drittklassigen Terceira Divisão erstmals den überregionalen Ligabereich, konnte sich jedoch zunächst dort nicht dauerhaft halten und pendelte als Fahrstuhlmannschaft zwischen der Spielklasse und der höchsten Regionalliga. Zwischen 1982 und 1986 sowie 1987 und 1990 spielte sie erneut drittklassig, 1994 kehrte sie erneut in die nach einer Ligareform nunmehr viertklassige Liga zurück. 1997 schaffte der Klub den Aufstieg in die drittklassige Segunda Divisão B, als Tabellenletzter mit nur vier Saisonsiegen folgte der direkte Wiederabstieg. Bis 2008 hielt sich die Mannschaft in der vierten Liga, ehe sie wieder in den Regionalbereich abstieg.
2017 erreichte Estrela Vendas Novas sportlich die seinerzeit drittklassige Campeonato de Portugal, kurze Zeit später bestätigte er auch die Teilnahme. Da die Anzahl der in fünf Staffeln aufgeteilten Teilnehmer von 80 auf 72 reduziert wurde, reichte der elfte Tabellenplatz nicht zum Klassenerhalt. 2024 gelang dem Klub der Wiederaufstieg in die nach der zwischenzeitlichen Einführung der Liga 3 nunmehr vierthöchste Spielklasse.
Der Klub trägt seine Heimspiele im Estádio Municipal de Vendas Novas aus, das sich in kommunalem Besitz befindet. Auf der Tribüne des Stadions finden 612 Zuschauer Platz, zudem gibt es einen ausgedehnten Fußgängerbereich mit Stehplätzen rund um das Spielfeld. 1990 wurde der Sportplatz angelegt und sukzessive ausgebaut, 2000 wurde dabei eine erste, abbaubare Tribüne aus Stahlrohren erbaut und 2003 erhielt diese eine Überdachung. 2004 wurde die Kapazität auf der Tribüne auf 612 Plätze verdoppelt.